# Zegel van de Bataafse Republiek

Grootzegel van de Bataafse Republiek (1796-1802)

Het Zegel van de Bataafse Republiek was een grootzegel waarmee vanaf 1796 officiële besluiten, overheidspublicaties en persoonsbewijzen werden bekrachtigd. Het werd ingevoerd als vervanging voor het zegel met de generaliteitsleeuw.

## Staatssymbool
Omdat het grootzegel c.q. wapen van de Republiek der Zeven Verenigde Nederlanden was afgeschaft door de Bataafse Republiek en een nieuw wapen niet wenselijk was als zijnde “te adellijk”, zou het zegel gaan gelden als meest gebruikte staatssymbool van de Bataafse Republiek, naast de Bataafse vlag.

## Zegel van 1796
Het besluit om een (nieuw) groot en kleinzegel in te voeren werd door de Nationale Vergadering genomen op 7 mei 1796, op basis van een advies door de “Commissie tot de zaaken van de Griffie”, onder voorzitterschap van de uit Franeker afkomstige jurist Johan Valckenaer. Aan wie het ontwerp van het zegel kan worden toegeschreven is onduidelijk. In de heraldiek geldt de woordelijke beschrijving van een wapen of zegel als de basis van het ontwerp, niet de eerste afbeelding ervan. De afbeelding op het zegel is een interpretatie ervan, die door een andere kunstenaar op een andere wijze kan worden weergegeven, maar waar telkens de beschrijving geldt als uitgangspunt.
Het besluit van 7 mei 1796, N°. 53 omschreef het zegel:
Het Beeld der Vryheid, houdende in de rechterland de Speer, bekroond met den Hoed der
Vryheid, en rustende met de linkehand op een Altaar, waar op een Boek ligt, verbeeldende
de rechten van den Mensch en Burger. Aan de wederzyde van het Altaar is de
Nederlandsche Waterleeuw, houdende in zyne klaauw de nieuwe Bataafsche Vlag. Op den
voet van het Altaar ziet men een Dolphyn en een Anker. Het randschrift is
Sigillum majus of sigillum minus
Populi Batavi.

## Zegel van 1802

Zegel van de Bataafse Republiek (1802-1806)

Op 15 april 1802 wordt de generaliteitszegel, zij het gewijzigd, opnieuw in gebruik genomen als staatszegel. De zeven pijlen keerden in de klauw van de leeuw niet terug, maar werden vervangen door een bundel van vier pijlen. Die verwees immers naar de verdeeldheid in zeven gewesten. Ook de kleuren werden anders: een rode leeuw op een gouden veld. Rond het zegel kwam de tekst “Concordia Res Parvæ Crescunt”, vertaald: Eendracht maakt macht. Dit was ook al tijdens de Republiek der Zeven Vereenigde Nederlanden de wapenspreuk geweest. Het zegel leek nog het meest op het zegel van vóór 1665.
Omschrijving in het besluit 15 april 1802, N°. 5o :
eenen staanden Rooden Leeuw, op een Goud Veld, dragende eene Kroon op het Hoofd,
en houdende in deszelfs rechter Klauw een opgeheven Zwaard, en,
in deszelfs linker Klauw, eenen bondel pylen, van een vry talrijk, doch onbepaald, getal,
en hebbende wyders tot omschrift de Woorden, Concordia Res Parvæ Crescunt.
Dit staatszegel zou na de stichting van het Koninkrijk Holland in 1806 worden vervangen door een nieuwe.